# Goliathini

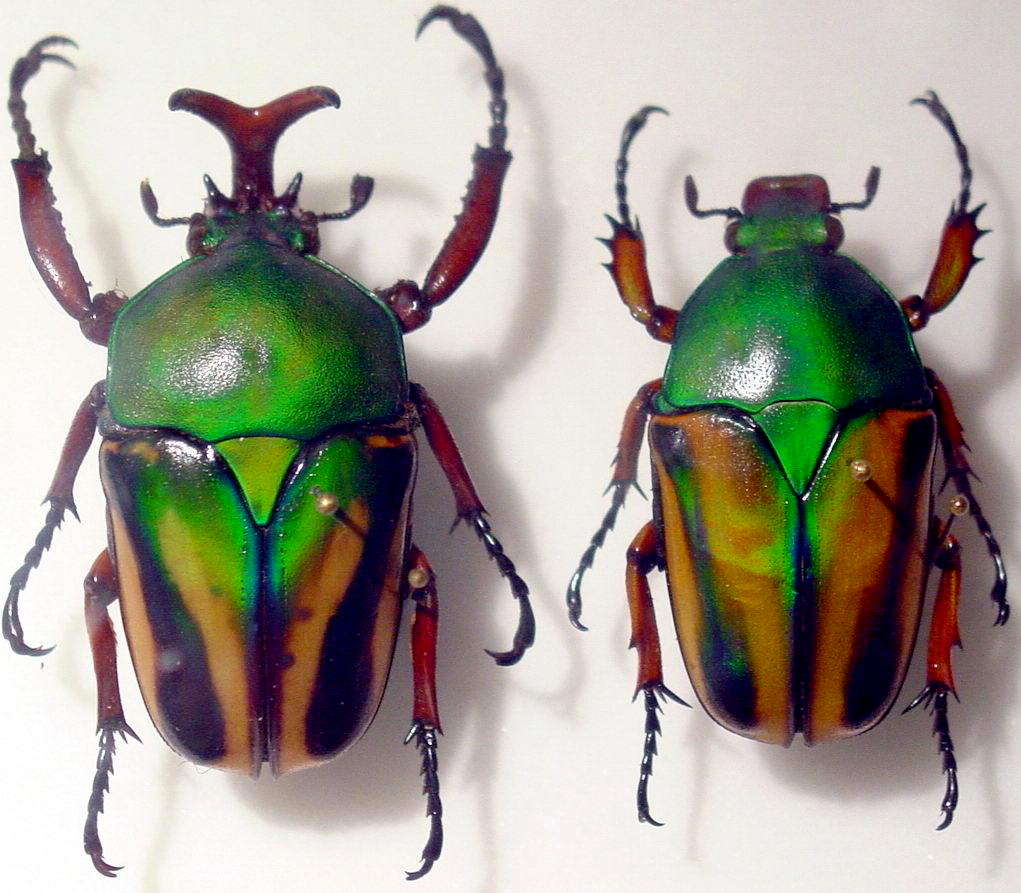
Eudicella gralli (samiec po lewej; samica po prawej)

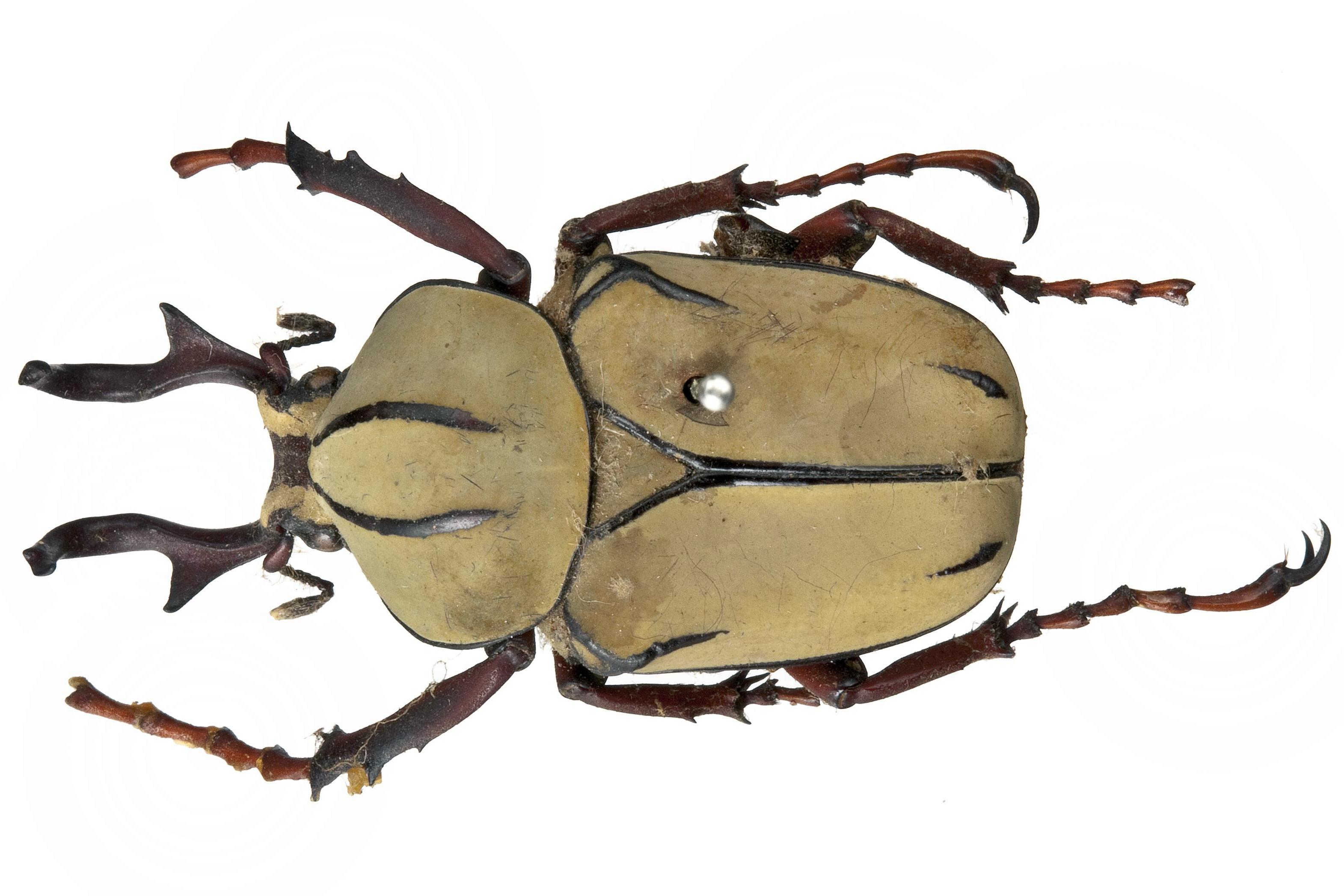
Samiec Dicronocephalus wallichii

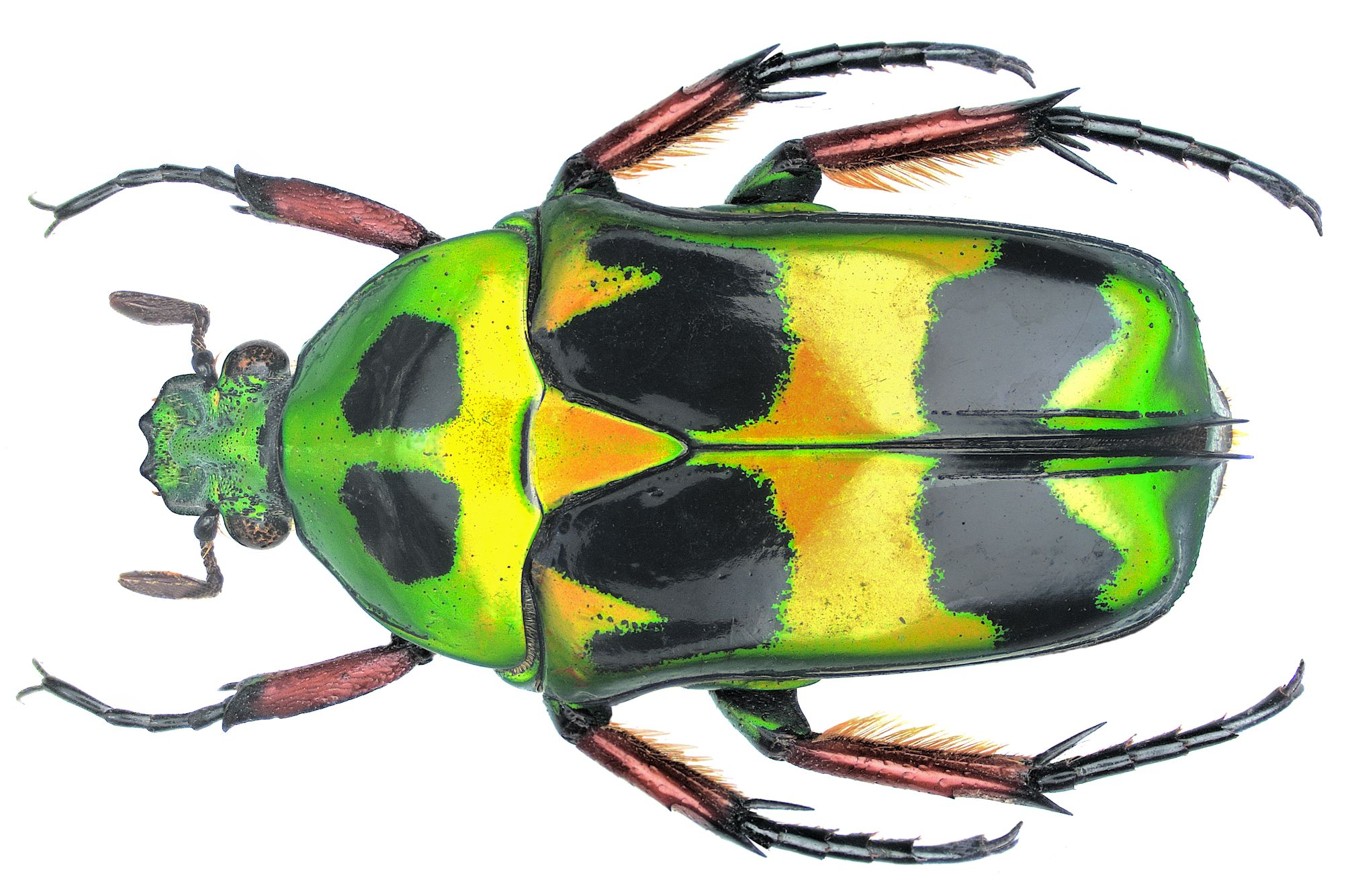
Heterorrhina macleayi

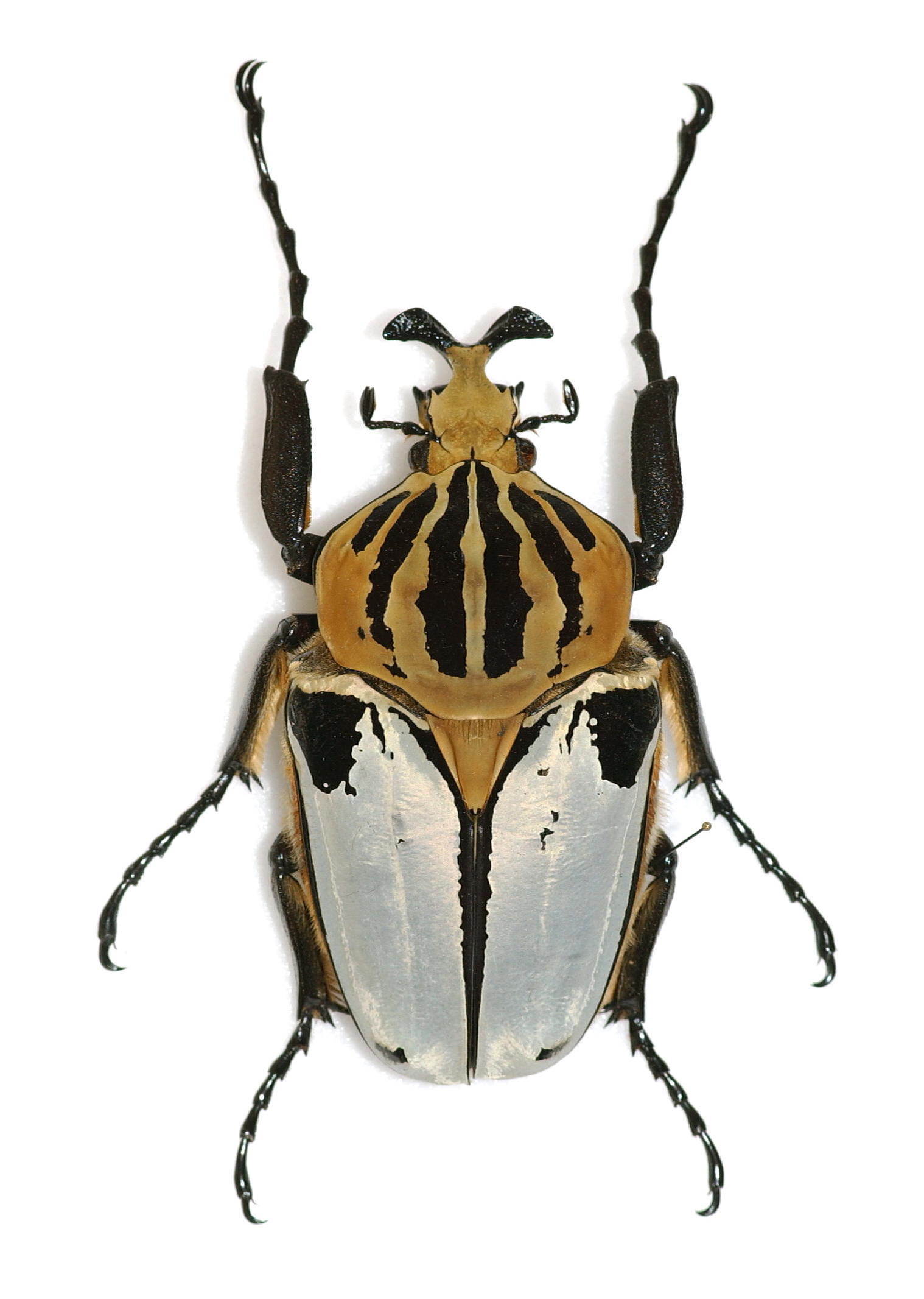
Samiec Goliathus cacicus

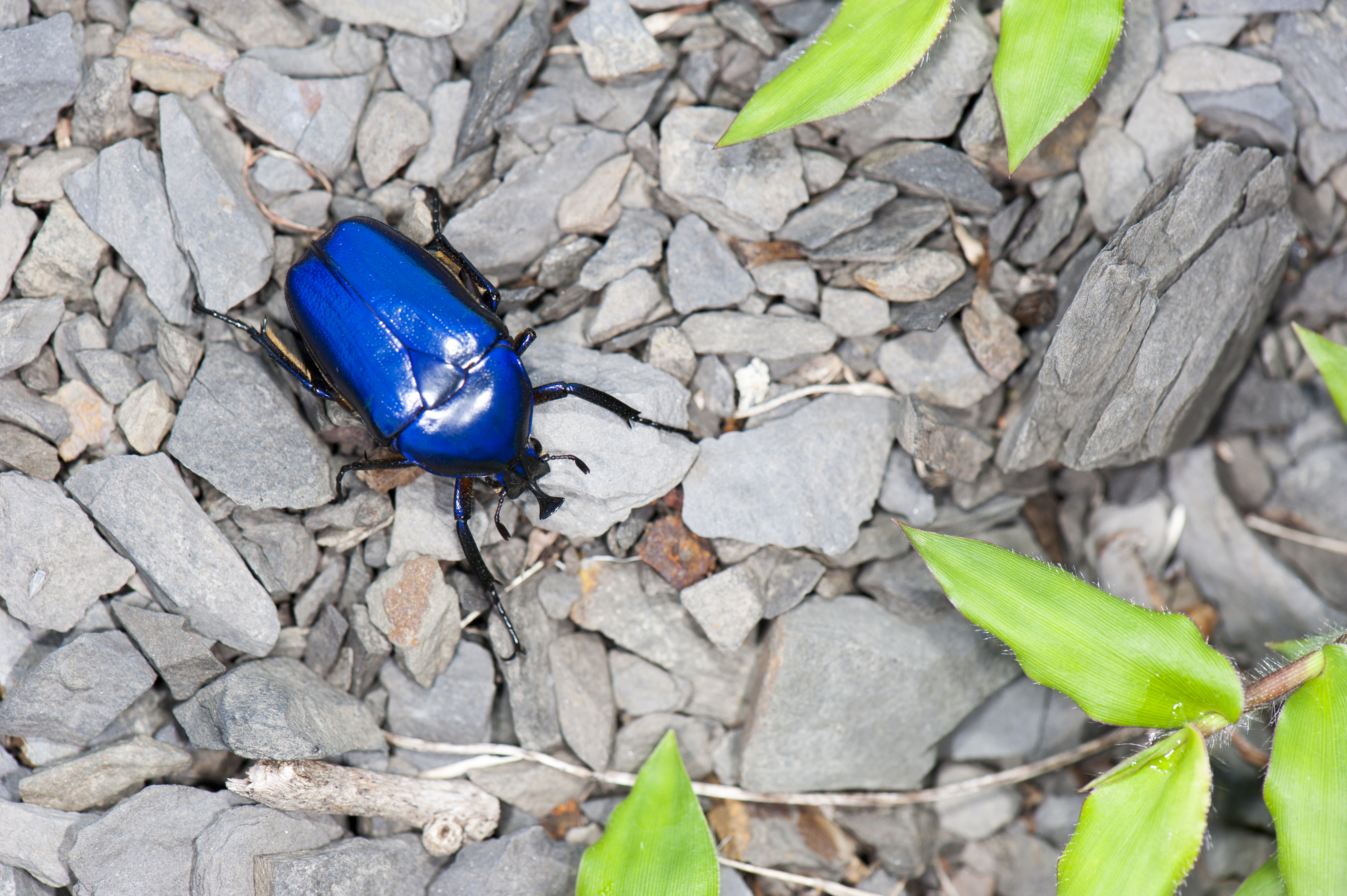
Trigonophorus rothschildi

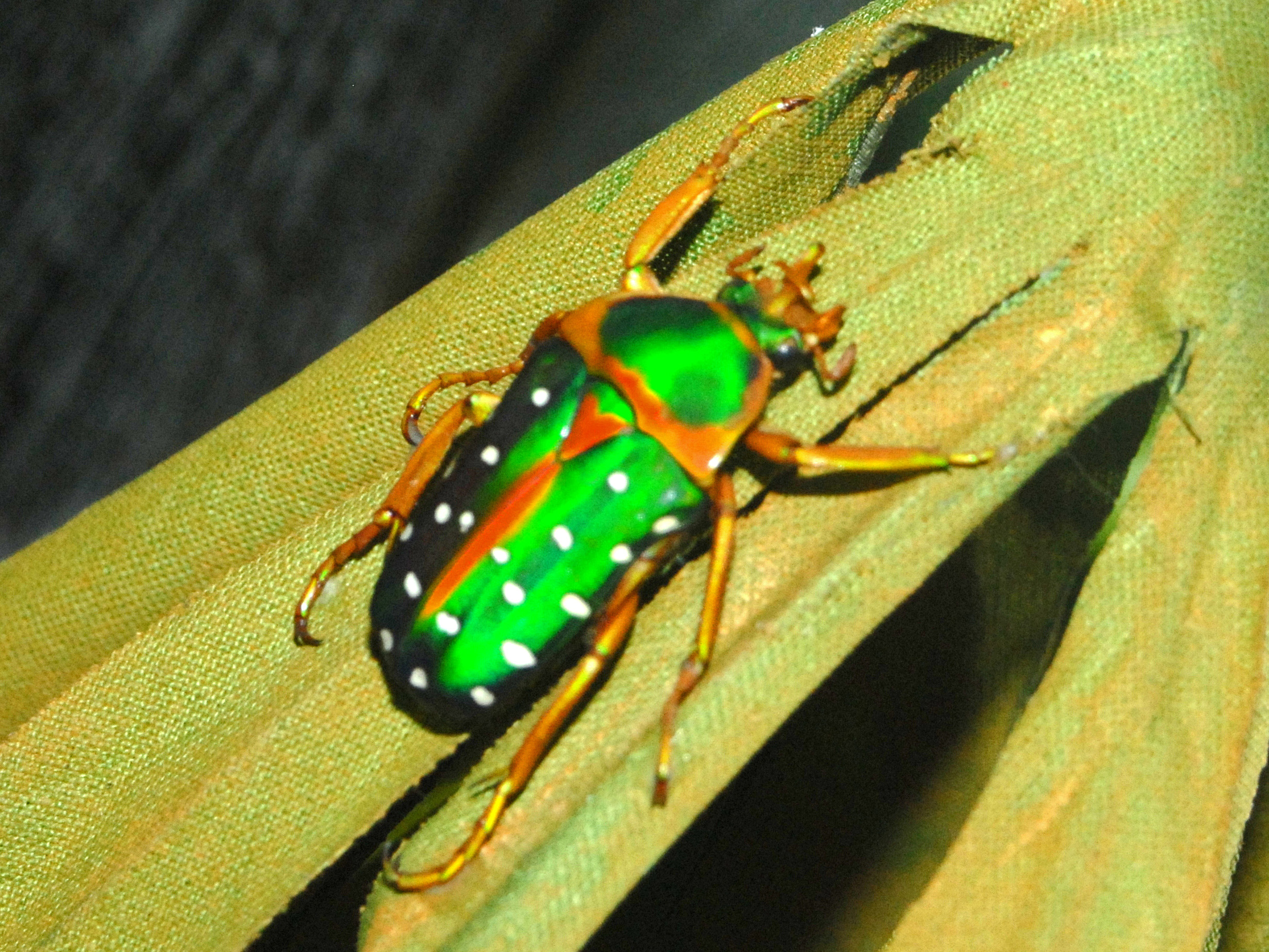
Stephanorrhina guttata

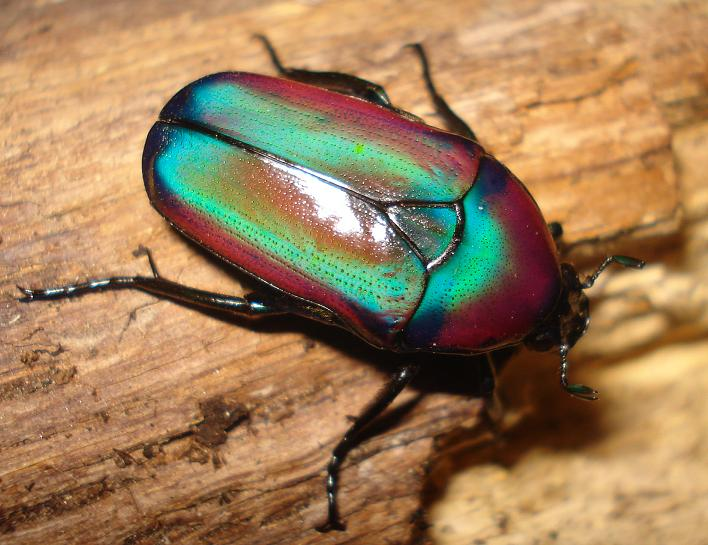
Chlorocala africana oertzeni

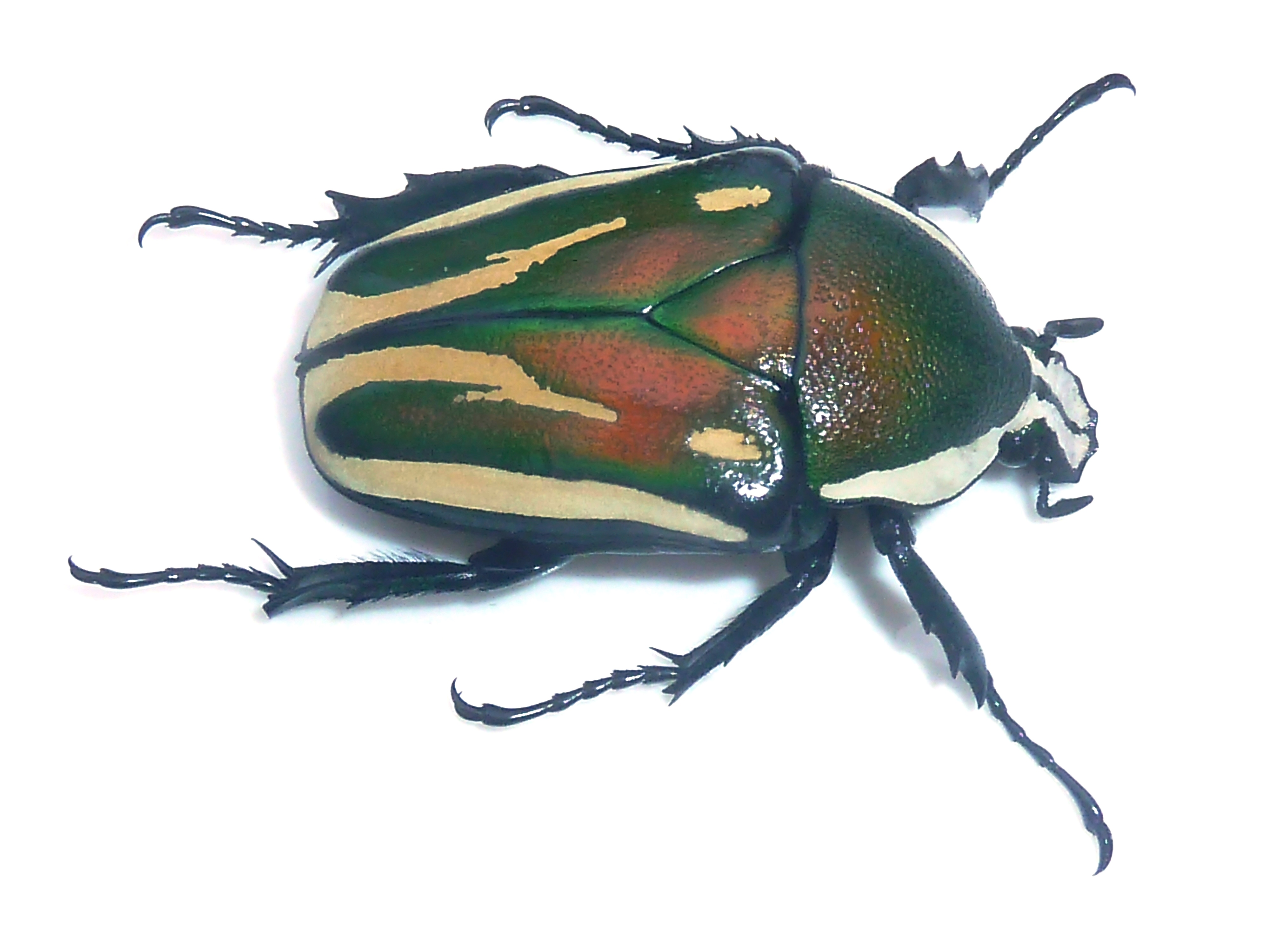
Dicronorrhina derbyana derbyana

Goliathini – plemię chrząszczy z rodziny poświętnikowatych i podrodziny kruszczycowatych.

## Morfologia
Większość gatunków osiąga średnie i duże jak na chrząszcze rozmiary ciała. Największy przedstawiciel, Goliathus goliatus, osiąga 110 mm i jest jednym z najcięższych chrząszczy oraz jednym z najmasywniejszych owadów zdolnych do lotu. W budowie głowy przejawia się dymorfizm płciowy – u samców zwykle występują wyrostki na nadustku. Czułki buduje dziesięć członów, z których trzy ostatnie formują buławkę. Żuwaczki są niewidoczne patrząc od góry, wskutek nakrycia nadustkiem. Przedplecze pozbawione jest wyodrębnionego płata środkowo-nasadowego. Między nasadami pokryw widoczna jest tarczka. Pokrywy mają lekkie wcięcia na bocznych brzegach umieszczone za guzami barkowymi. Taka ich budowa umożliwia im lot z zamkniętymi pokrywami. Epimeryty śródtułowia są wyraźnie widoczne od góry, wskutek odsłonięcia rzeczonymi wcięciami. Powierzchnia pokryw może być naga lub porośnięta delikatnym, jedwabistym owłosieniem (omszeniem). Przednia para odnóży ma stożkowate, skierowane ku dołowi biodra. Śródpiersiowo-zapiersiowy wyrostek międzybiodrowy zwykle szeroko rozdziela biodra środkowej pary odnóży. Biodra tylnej pary stykają się ze sobą. Stopy wszystkich par odnóży zwieńczone są empodiami oraz nierozszczepionymi i zbliżonymi do siebie rozmiarami pazurkami. Odwłok jest krótki i ma duże, dobrze widoczne od góry pygidium.
Larwami są pędraki o ciele wygiętym w kształt litery „C”, przy czym może się ono rozprostowywać przy poruszaniu i w przypadku zaniepokojenia. Największe rozmiary osiągają u niektórych przedstawicieli rodzaju goliat, dochodząc do 130 mm długości i przekraczając masę 100 gramów (jedne z najmasywniejszych przedstawicieli gromady owadów).

## Występowanie
Przedstawiciele plemienia występują głównie w krainie etiopskiej i orientalnej. Dwa rodzaje zamieszkują Nowy Świat; oba znane są z Meksyku.

## Taksonomia
Takson ten wprowadził w 1829 roku Pierre-André Latreille pod nazwą Goliathides. Jest to dosyć obszerne plemię, obejmujące około 80 rodzajów, sklasyfikowanych w 4 podplemionach:
- podplemię: Coryphocerina Burmeister, 1842
  - Anisorrhina Westwood, 1842
  - Asthenorhella Westwood, 1874
  - Asthenorhina Westwood, 1844
  - Bietia Fairmaire, 1898
  - Bothrorrhina Burmeister, 1842
  - Brachymitra Kolbe, 1904
  - Caelorrhina Hope, 1841
  - Cheirolasia Westwood, 1843
  - Chlorocala Kirby & Spence, 1828
  - Chondrorrhina Kraatz, 1880
  - Compsocephalus White, 1845
  - Cosmiomorpha Saunders, 1852
  - Cyphonocephalus Westwood, 1842
  - Daedycorrhina Bates, 1888
  - Dicellachilus Waterhouse, 1905
  - Dicheros Gory & Percheron, 1833
  - Dicronorhina Hope, 1837
  - Diphyllomorpha Hope, 1843
  - Dymusia Burmeister, 1842
  - Euchloropus Arrow, 1907
  - Eudicella White, 1839
  - Eutelesmus Waterhouse, 1880
  - Gnathocera Kirby, 1825
  - Gnorimimelus Kraatz, 1880
  - Hemiheterorrhina Miksic, 1974
  - Herculaisia Seillière, 1910
  - Heterorrhina Westwood, 1842
  - Ischnoscelis Burmeister, 1842
  - Jumnos Saunders, 1839
  - Lansbergia Ritsema, 1888
  - Lophorrhina Westwood, 1842
  - Lophorrhinides Perissinotto, Clennell & Beinhundner, 2019
  - Macrotrigonophorus Miksic, 1974
  - Mecynorhina Hope, 1837
  - Mystroceros Burmeister, 1842
  - Narycius Dupont, 1835
  - Neophaedimus Schoch, 1894
  - Neoscelis Schoch, 1897
  - Plaesiorrhina Burmeister, 1842
  - Priscorrhina Krikken, 1984
  - Pseudotorynorrhina Miksic, 1967
  - Ptychodesthes Kraatz, 1883
  - Raceloma J. Thomson, 1877
  - Rhamphorrhina Klug, 1855
  - Rhomborhina Hope, 1837
  - Scythropesthes Kraatz, 1880
  - Smicorhina Westwood, 1847
  - Spelaiorrhina Lansberge, 1886
  - Stephanocrates Kolbe, 1892
  - Stephanorrhina Burmeister, 1842
  - Taurhina Burmeister, 1842
  - Tmesorrhina Westwood, 1841
  - Torynorrhina Arrow, 1907
  - Trigonophorus Hope, 1831
- podplemię: Dicronocephalina Krikken, 1984
  - Dicronocephalus Hope, 1837
  - Platynocephalus Westwood, 1854
- podplemię: Goliathina Latreille, 1829
  - Argyrophegges Kraatz, 1895
  - Fornasinius Bertoloni, 1853
  - Goliathus Lamarck, 1801 – goliat
  - Hegemus J. Thomson, 1881
  - Hypselogenia Burmeister, 1840
- podplemię: Ichnestomatina Burmeister, 1842
  - Gariep Péringuey, 1907
  - Ichnestoma Gory & Percheron

## Hodowla
Liczne Goliathini są popularne w hodowlach terrarystycznych ze względu na ubarwienie, rozmiary i stosunkową łatwość hodowli. Wśród najłatwiejszych gatunków wymienia się m.in. przedstawicieli rodzajów  Chlorocala, Cyprolais, Eudicella, Dicronorhina czy Stephanorrhina. Za podłoże służy im stosunkowo wilgotna, gruba warstwa starej ściółki z drzew liściastych z domieszką butwiejącego drewna takich drzew jak dąb czy brzoza. Larwy dają się hodować w temperaturze pokojowej (22–25 °C), jednak wyższa temperatura (do 30 °C) przyspiesza ich wzrost. Celem uniknięcia przypadków wzajemnego ich uszkadzania i uśmiercania zaleca się dodawanie pokarmu bogatego w białko lub chowanie ich osobno. Szczególnie dużych ilości białka w diecie wymagają np. larwy goliatów. Osobniki dorosłe wymagać mogą symulacji dłuższych dni oraz dogrzewania w dzień i spadków temperatury nocą, a nakłonienie ich do składania jaj bywa najtrudniejszym elementem hodowli. W karmieniu owadów dorosłych stosuje się miękkie owoce, specjalne galaretki, a w niektórych rodzajach także delikatne kwiaty i liście.